# Trouwgroep
De Trouwgroep was in de Tweede Wereldoorlog een van de grotere illegale organisaties in Nederland. Naast het maken van de krant Trouw die principieel verzet predikte, ontplooide zij ook andere illegale activiteiten, zoals hulp aan onderduikers.
Het aantal mensen dat bij de groep betrokken was, zou volgens een ruwe schatting zeker zo’n tweeduizend zijn geweest; op de website van Nationaal Monument Kamp Vught wordt zelfs een aantal van vierduizend genoemd.

## Geschiedenis
Toen er door de spoorwegstaking vanaf september 1944 geen treinen meer reden, zette Wim Speelman, een van de oprichters van Trouw, een koeriersdienst van ‘meisjes’ op. Zij onderhielden estafettediensten per fiets, waardoor verzetsmensen door heel Nederland met elkaar in contact konden blijven. Deze koeriersters speelden een belangrijke rol bij het laten onderduiken van Joodse kinderen. In totaal hebben zij zo’n tachtig Joodse kinderen weggesmokkeld en ondergebracht in eigen kring.
Vanaf september 1943 wist de SD steeds meer Trouw-medewerkers te arresteren. In juni 1944 liet Ratuter een groot aantal Trouw-medewerkers oppakken. In Kamp Haaren werd op 5 augustus voor het Polizeistandgericht een strafproces tegen de Trouwgroep gevoerd, dat uitliep op 23 doodvonnissen. De veroordeelden werden vanuit Haaren overgebracht naar de bunker van Kamp Vught en zijn op 9 en 10 augustus op de fusilladeplaats nabij Kamp Vught gefusilleerd.
In totaal stierven ongeveer tweehonderd medewerkers vanwege hun verzetsactiviteiten voor de krant. Dit waren bijna alleen mannen, die een tijdlang de herinneringscultuur aan het verzet bepaalden.

## Vrouwen
Onder de leden van de Trouwgroep waren ongeveer driehonderd vrouwen. Tot 2023 waren slechts enkele vrouwennamen bekend bij het grote publiek. Historici beschouwden het gewapend verzet als het echte verzet, terwijl veel vrouwen actief waren in het meer verzorgende verzet, zoals het smokkelen en in eigen kring onderbrengen van Joodse kinderen.
Na de oorlog werden alleen voltijds verzetsmensen toegelaten tot de Trouw-vereeniging, die de herinnering aan de illegale krant bepaalde. Op tweehonderd leden konden slechts zo'n dertig koeriersters aansluiten. Vrouwen die fungeerden als contactadres, onderduikers huisvestten of op wier zolder Trouw werd gedrukt, werden min of meer uitgesloten. De ‘vrouwen van Trouw’ stonden ook niet vooraan om hun ervaringen met het verzetswerk te delen. Wat ze hadden gedaan in de oorlog, deed er in het vrouwbeeld van toen simpelweg minder toe dan de mate waarin ze mannen hadden ondersteund.
Omdat er maar weinig bekend was over de vrouwelijke leden van de Trouwgroep, startte de krant in 2023 met een project om hun verhalen op te sporen. Het oorlogsarchief van de krant, dat 78 mappen beslaat, werd met inzet van vrijwilligers beter toegankelijk gemaakt. Hierdoor hebben honderd verzetsvrouwen die betrokken waren bij de Trouwgroep alsnog een naam gekregen: ongeveer één derde van het aantal vrouwen in het oorlogsarchief.
Enkele leden van de Trouwgroep van wie het verzetswerk gereconstrueerd kon worden, waren Willemiena Bouwman, Henny Fokkens, Nel Meijer, Loulou Oderkerk en Tankie Roelofs-Leppink.